# Marie Amálie Habsburská
Marie Amálie Rakouská (22. října 1701, Vídeň – 11. prosince 1756, Mnichov) byla mladší dcera krále českého, uherského a římského, císaře římského a markraběte moravského Josefa I. a jeho manželky Amálie Vilemíny.
Byla manželkou Karla VII. Bavorského, vzdorokrále českého a císaře římského.

## Manželství

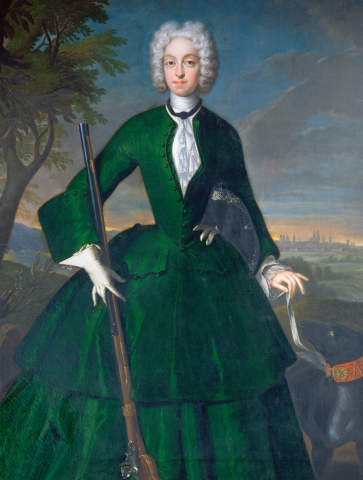
Portrét Marie Amálie od Franze Josepha Windera

Narodila se roku 1701, necelý měsíc po smrti svého bratra Leopolda Josefa. Jeho smrt způsobila to, že rod Habsburků neměl jediného mužského potomka a dědictví mělo připadnout jedné ze čtyř dcer Josefa I. a Karla VI. Mezitím se bavorský kurfiřt Maxmilián Emanuel snažil získat jako nevěstu pro svého syna starší dceru Josefa I., arcivévodkyni Marii Josefu. To se mu však nepodařilo, a tak začal usilovat o šestnáctiletou Marii Amálii.
Na tomto sňatku se v roce 1717 mnichovský a vídeňský dvůr dohodly, ale samotná svatba proběhla až v roce 1722 ve Vídni, a to za předpokladu, že se nevěsta a ženich zavazují dodržovat pragmatickou sankci. I když nevěsta dostala miliónové věno, nevyrovnala se svatba následujícím třídenním oslavám v Mnichově v listopadu 1722, které dal uspořádat Maxmilián Emanuel.
Manželství Marie Amálie a Karla VII. Bavorského přineslo sedm dětí včetně Marie Josefy, která si později vzala svého druhého bratrance, císaře Josefa II.
Samotnou Marii Amálii velice zajímal společenský život a kulturní akce (dotovala operní představení), milovala lov a také podporovala křesťanství. Její zásluhou byl roku 1729 obnoven Řád rytířů sv. Jiří, finančně velice podpořila rozvoj církevní charity v Bavorsku, zakládala kostely nebo organizovala dvorní poutní cesty.

## Války o rakouské dědictví
Ke změně jejího života však došlo po smrti jejího strýce Karla VI. I přes pragmatickou sankci vznesli Marie Amálie a její manžel v roce 1740 požadavek na nárok na habsburské dědictví, potvrzený hrozbou bavorské a francouzské armády. Tento požadavek se jim zpočátku plnil: v říjnu roku 1741 byl Karel VII. Bavorský v Linci zásluhou svého vojska uznán za arcivévodu rakouského a 7. prosince 1741 se nechal v Praze korunovat za českého krále. Pravděpodobně byl korunován náhradní korunou, protože svatováclavská koruna byla uložena ve Vídni.
Jeho korunovace se Marie Amálie nezúčastnila, protože české země byly v té době zmítány boji a její manžel nechtěl riskovat její život.
Bavorský kurfiřt dosáhl vrcholu v lednu 1742 korunovací za císaře ve Frankfurtu nad Mohanem. Vojsko Marie Terezie však během roku 1742 vytlačilo bavorské a francouzské vojsko z Čech a obsadilo i celé Bavorsko.
V té době se Marie Amálie stala představitelkou „mírové“ strany na bavorském dvoře. Po smrti svého manžela roku 1745 ukončila Marie Amálie nepřátelství se svou sestřenicí Marií Terezií. Právě Marie Amálie se zasloužila o mír mezi Vídní a Mnichovem a zbavení Bavorska válek. Zbývajících dvanáct let svého života prožila v ústraní ve své rezidenci v Mnichově, kde roku 1756 zemřela.

## Potomci
Marie Amálie se roku 1722 provdala za bavorského vévodu Karla VII., s nímž měla sedm dětí:
- Maxmiliana Marie (*/† 1723)
- Marie Antonie (18. července 1724 – 23. dubna 1780) ⚭ 1747 Fridrich Kristián (5. září 1722 – 17. prosince 1763), saský kurfiřt
- Tereza Benedikta (6. prosince 1725 – 29. března 1743)
- Maxmilián III. Josef (28. března 1727 – 30. prosince 1777), bavorský kurfiřt ⚭ 1747 Marie Anna Saská (29. srpna 1728 – 17. února 1797)
- Josef Ludvík (25. srpna 1728 – 2. prosince 1733)
- Marie Anna Josefa (7. srpna 1734 – 7. května 1776) ⚭ 1755 bádenský markrabě Ludvík Jiří Bádenský (7. června 1702 – 22. října 1761)
- Marie Josefa (30. března 1739 – 28. května 1767) ⚭ 1764 Josef II. (13. března 1741 – 20. února 1790), císař Svaté říše římské, král český, uherský a chorvatský, arcivévoda rakouský

## Vývod z předků
|                         |                                       |  |                             |                                 |  |  |  |  |  |  |  | Ferdinand II. Štýrský |
|                         |                                       |  |                             |                                 |  |  |  |  |  |  |  |                       |
|                         | Ferdinand III. Habsburský             |  |                             |                                 |  |  |  |  |  |  |  |                       |
|                         |                                       |  |                             |                                 |  |  |  |  |  |  |  |                       |
|                         |                                       |  |                             | Marie Anna Bavorská             |  |  |  |  |  |  |  |                       |
|                         |                                       |  |                             |                                 |  |  |  |  |  |  |  |                       |
|                         | Leopold I.                            |  |                             |                                 |  |  |  |  |  |  |  |                       |
|                         |                                       |  |                             |                                 |  |  |  |  |  |  |  |                       |
|                         |                                       |  |                             | Filip III. Španělský            |  |  |  |  |  |  |  |                       |
|                         |                                       |  |                             |                                 |  |  |  |  |  |  |  |                       |
|                         | Marie Anna Španělská                  |  |                             |                                 |  |  |  |  |  |  |  |                       |
|                         |                                       |  |                             |                                 |  |  |  |  |  |  |  |                       |
|                         |                                       |  |                             | Markéta Habsburská              |  |  |  |  |  |  |  |                       |
|                         |                                       |  |                             |                                 |  |  |  |  |  |  |  |                       |
|                         | Josef I. Habsburský                   |  |                             |                                 |  |  |  |  |  |  |  |                       |
|                         |                                       |  |                             |                                 |  |  |  |  |  |  |  |                       |
|                         |                                       |  |                             | Wolfgang Vilém Neuburský        |  |  |  |  |  |  |  |                       |
|                         |                                       |  |                             |                                 |  |  |  |  |  |  |  |                       |
|                         | Filip Vilém Falcký                    |  |                             |                                 |  |  |  |  |  |  |  |                       |
|                         |                                       |  |                             |                                 |  |  |  |  |  |  |  |                       |
|                         |                                       |  |                             | Magdalena Bavorská              |  |  |  |  |  |  |  |                       |
|                         |                                       |  |                             |                                 |  |  |  |  |  |  |  |                       |
|                         | Eleonora Magdalena Falcko-Neuburská   |  |                             |                                 |  |  |  |  |  |  |  |                       |
|                         |                                       |  |                             |                                 |  |  |  |  |  |  |  |                       |
|                         |                                       |  |                             | Jiří II. Hesensko-Darmstadtský  |  |  |  |  |  |  |  |                       |
|                         |                                       |  |                             |                                 |  |  |  |  |  |  |  |                       |
|                         | Alžběta Amálie Hesensko-Darmstadtská  |  |                             |                                 |  |  |  |  |  |  |  |                       |
|                         |                                       |  |                             |                                 |  |  |  |  |  |  |  |                       |
|                         |                                       |  |                             | Žofie Eleonora Saská            |  |  |  |  |  |  |  |                       |
|                         |                                       |  |                             |                                 |  |  |  |  |  |  |  |                       |
| Marie Amálie Habsburská |                                       |  |                             |                                 |  |  |  |  |  |  |  |                       |
|                         |                                       |  |                             |                                 |  |  |  |  |  |  |  |                       |
|                         |                                       |  | Vilém Brunšvicko-Lüneburský |                                 |  |  |  |  |  |  |  |                       |
|                         |                                       |  |                             |                                 |  |  |  |  |  |  |  |                       |
|                         | Jiří Brunšvicko-Lüneburský            |  |                             |                                 |  |  |  |  |  |  |  |                       |
|                         |                                       |  |                             |                                 |  |  |  |  |  |  |  |                       |
|                         |                                       |  |                             | Dorothea Dánská                 |  |  |  |  |  |  |  |                       |
|                         |                                       |  |                             |                                 |  |  |  |  |  |  |  |                       |
|                         | Jan Fridrich Brunšvicko-Lüneburský    |  |                             |                                 |  |  |  |  |  |  |  |                       |
|                         |                                       |  |                             |                                 |  |  |  |  |  |  |  |                       |
|                         |                                       |  |                             | Ludvík V. Hesensko-Darmstadtský |  |  |  |  |  |  |  |                       |
|                         |                                       |  |                             |                                 |  |  |  |  |  |  |  |                       |
|                         | Anna Eleonora Hesensko-Darmstadtská   |  |                             |                                 |  |  |  |  |  |  |  |                       |
|                         |                                       |  |                             |                                 |  |  |  |  |  |  |  |                       |
|                         |                                       |  |                             | Magdalena Braniborská           |  |  |  |  |  |  |  |                       |
|                         |                                       |  |                             |                                 |  |  |  |  |  |  |  |                       |
|                         | Amálie Vilemína Brunšvicko-Lüneburská |  |                             |                                 |  |  |  |  |  |  |  |                       |
|                         |                                       |  |                             |                                 |  |  |  |  |  |  |  |                       |
|                         |                                       |  |                             | Fridrich Falcký                 |  |  |  |  |  |  |  |                       |
|                         |                                       |  |                             |                                 |  |  |  |  |  |  |  |                       |
|                         | Eduard Falcký                         |  |                             |                                 |  |  |  |  |  |  |  |                       |
|                         |                                       |  |                             |                                 |  |  |  |  |  |  |  |                       |
|                         |                                       |  |                             | Alžběta Stuartovna              |  |  |  |  |  |  |  |                       |
|                         |                                       |  |                             |                                 |  |  |  |  |  |  |  |                       |
|                         | Benedikta Jindřiška Falcko-Simmernská |  |                             |                                 |  |  |  |  |  |  |  |                       |
|                         |                                       |  |                             |                                 |  |  |  |  |  |  |  |                       |
|                         |                                       |  |                             | Karel I. Gonzaga                |  |  |  |  |  |  |  |                       |
|                         |                                       |  |                             |                                 |  |  |  |  |  |  |  |                       |
|                         | Anna Gonzagová                        |  |                             |                                 |  |  |  |  |  |  |  |                       |
|                         |                                       |  |                             |                                 |  |  |  |  |  |  |  |                       |
|                         |                                       |  |                             | Kateřina de Mayenne             |  |  |  |  |  |  |  |                       |
|                         |                                       |  |                             |                                 |  |  |  |  |  |  |  |                       |